# Ульріх Зайдль
Ульріх Марія Зайдль (нар. 24 листопада 1952, Відень) — австрійський режисер, письменник і продюсер. 
В 2005 році був членом журі на 27 Московському міжнародному кінофестивалі.
Його фільм «Dog Days» був знятий впродовж трьох років в найспекотніші дні літа. Серед інших нагород він виграв Grand Jury Prize у Венеції в 2001.
Його фільм «Paradise: Love» отримав Золоту пальмову гілку під час Каннського кінофестивалю 2012. Продовження «Paradise: Faith» виграло Special Jury Prize під час 69-го Венеційського кінофестивалю. Остання частина трилогії «Paradise: Hope», була представлена на Берлінському міжнародному кінофестивалі 2013.
Зайдль в 2014 році мав заплановану участь в Єрусалимському міжнародному кінофестивалі, проте скасував свій візит через політичну напругу в регіоні.

## Біографія
Зайдль виріс в католицькій сім'ї. Попри те що в деякий момент він хотів стати священником, він вивчав журналістику і драму в Віденському університеті. Після цього він вивчав кіновиробництво у Віденській кіноакадемії, де було знято його першу короткометражку «One-Forty». Через два роки він зняв свій перший повнометражний фільм «The Ball».

## Стиль
Ульріх не вважає себе кінодокументалістом, але деякі його фільми є злиттям художніх та наукових течій. Деякі з його фільмів створенні в його рідній країні, Австрії.

## Фільмографія
- 1980 One Forty (Einsvierzig) (short)
- 1982 The Prom (Der Ball) (short)
- 1990 Good News
- 1992 Losses to Be Expected
- 1994 The Last Men
- 1995 Animal Love (Tierische Liebe)
- 1996 Pictures at an Exhibition
- 1997 The Bosom Friend (Der Busenfreund) (TV)
- 1998 Fun without Limits
- 1999 Models
- 2001 Dog Days (Hundstage)
- 2002 State of the Nation (Zur Lage)
- 2003 Jesus, You Know
- 2004 Our Father
- 2006 Brothers, Let Us Be Merry  (short)
- 2007 Import/Export
- 2012 Paradise trilogy (Paradies) 
  - Paradise: Love (Paradies: Liebe)
  - Paradise: Faith (Paradies: Glaube)
  - Paradise: Hope (Paradies: Hoffnung)
- 2014 In the Basement
- 2016 Safari
- 2022 Rimini

## Нагороди
- Міжнародний фестиваль документального кіно в Амстердамі, спеціальний приз журі в 1993 році за фільм «Loss Is to Be Expected»
- Сараєвський кінофестиваль 1999 року — «Models»
- Gijón Grand Prix Asturias 2001 року — «Dog Days »
- Венеціанський кінофестиваль 2001 — «Dog Days »
- Кінофестиваль у Карлових Варах 2003 року — «Jesus, You Know»